# Ituna completa
Ituna completa är en fjärilsart som beskrevs av Otto Staudinger 1885. Ituna completa ingår i släktet Ituna och familjen praktfjärilar. Inga underarter finns listade i Catalogue of Life.